# Quart de Poblet (kommunhuvudort)
Quart de Poblet är en kommunhuvudort i Spanien.   Den ligger i provinsen Província de València och regionen Valencia, i den östra delen av landet, 300 km öster om huvudstaden Madrid. Quart de Poblet ligger 43 meter över havet och antalet invånare är 25 499.
Terrängen runt Quart de Poblet är platt.Runt Quart de Poblet är det mycket tätbefolkat, med 5 021 invånare per kvadratkilometer. Närmaste större samhälle är Valencia, 5,5 km öster om Quart de Poblet. Runt Quart de Poblet är det i huvudsak tätbebyggt.